# Kapel van Steenvoort

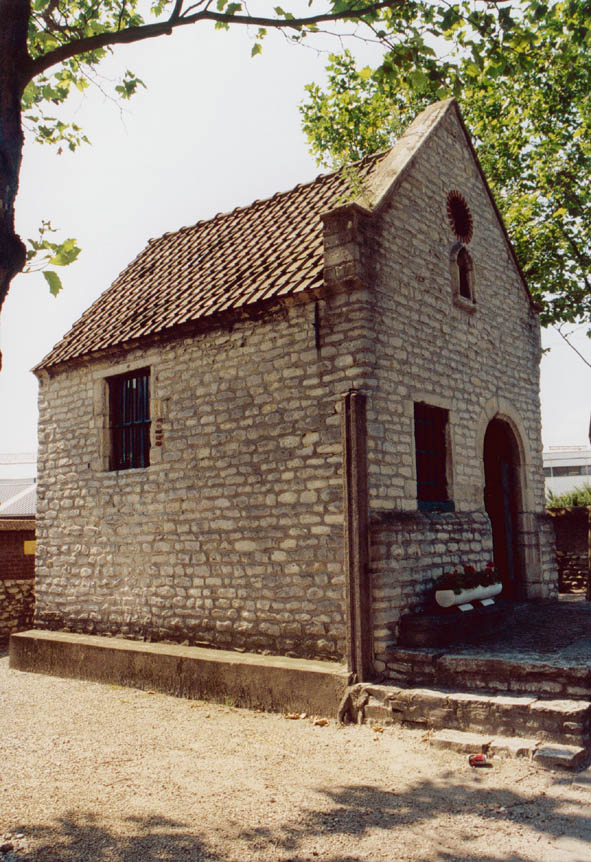
Kapel van Steenvoort

De Kapel van Steenvoort is een kapel in de Vlaams-Brabantse stad Vilvoorde, gelegen aan de Leuvensesteenweg 200.

## Geschiedenis
Deze kapel werd gebouwd in 1633, naar ontwerp van Valentijn Guilemijn, als herdenkingskapel op de plaats waar tot 1578 het Begijnhof zich bevond.
Het begijnhof, bijgenaamd ten Troost, werd in 1239 buiten de stadsmuren opgericht. In 1469 werd een deel van het begijnhof omgevormd tot een Karmelietessenklooster. In 1578, tijdens de godsdiensttwisten, werd dit begijnhof afgebroken om de stad beter te kunnen verdedigen.
De Karmelietessen gingen tijdelijk in Mechelen wonen en keerden in 1586 terug en gingen wonen in de huidige Trooststraat. Hier ontstond de Basiliek en klooster van Onze-Lieve-Vrouw van Troost. De begijnen gingen wonen in de Lange Molensstraat, ook binnen de stad Vilvoorde.
De kapel werd eind 20e eeuw gerestaureerd om in 1991 opnieuw te worden ingewijd.

## Gebouw
Het betreft een eenvoudige kapel op rechthoekige plattegrond, opgetrokken in zandsteen. Het opschrift luidt: Dit capelleken is hier opgericht tot eeuwige gedachtenisse van het vermaerd clooster en kerke der religieuse carmeliterssen van O.L.Vrouwe ten Troost, hetwelk nu in Vilvoorde is getransfereerd en naer 110 jaeren op plaatse gestaan te hebben, door de goddeloose beeldstormers is verwoest en verbrand geweest, den 12 februari van het jaer ons heere 1578. Dezelfde tekst is ook in het Frans aanwezig.